# الجربا
الجربا قرية في ناحية النشابية في منطقة دوما في محافظة ريف دمشق. بلغ عدد سكانها 2172 نسمة عام 2004.
تقع شرق ناحية النشابية، وترتفع عن سطح البحر 612 م. تحدها القرى والبلدات التالية: القاسمية - غريفة - البحارية، ومن الغرب النشابية.